# Seis hermanas
Seis hermanas é uma série de televisão romântica e humorística espanhola ambientada no Madrid de 1913, produzida pela Televisión Española em colaboração com Bambú Producciones para a sua emissão na La 1. Estreou-se em horário nobre a 22 de abril de 2015 de forma simultânea em La 1 e La 2 e TVE Internacional e a partir de 23 de abril é emitida pelas tardes de La 1 e TVE Internacional. É protagonizada por María Castro, Celia Freijeiro, Mariona Tena, Marta Larralde, Candela Serrat e Carla Díaz.

## Sinopse e ambientação
A série está ambientada em Madrid de 1913 e conta a história das seis irmãs Silva: Adela, Diana, Celia, Blanca, Francisca e Elisa. As irmãs são o alma das principais festas da alta sociedade. As irmãs são bonitas, amáveis, educadas e refinadas, e gozam de uma vida sem contratempos até que um terrível acontecimento muda as suas vidas para sempre. Juntas, terão que lutar por manter a sua família unida enquanto enfrentam o conservadorismo social de uma época onde as mulheres dependem de um homem para ir em frente.

## Elenco

### Elenco principal
- María Castro - Francisca Silva
- Celia Freijeiro - Adela Silva
- Mariona Tena - Blanca Silva
- Marta Larralde - Diana Silva
- Candela Serrat - Celia Silva
- Carla Díaz - Elisa Silva
- Àlex Adrover - Salvador Montaner
- Álex Gadea - Cristóbal Loygorri
- Fernando Andina - Rodolfo Loygorri
- Nuncy Valcárcel - Merceditas Oviedo
- Joaquín Climent - Benjamín Fuente
- Cristóbal Suárez - Luis Civantos
- Raúl Fernández de Pablo - Bernardo Angulo
- Ricard Sales - Gabriel Gutiérrez
- Pep Antón Muñoz - Enrique Gutiérrez
- Llum Barrera - Antonia Rivera
- Oriol Tarrasón - Germán Rivera
- Alejandra Llorente - Carolina García
- Carlota Olcina - Petra Fuentes
- Alejandro Cano -  Miguel Esparza
- Julia Molins - Sofía Álvarez
- Jorge Clemente - Carlos "Carlitos" Terán
- Mario Alberto Díez - Basilio
- Luz Valdenebro - Aurora

#### Com a colaboração especial de
- Juan Ribó - Ricardo Silva
- Vicky Peña - Rosalía Manzano
- Kiti Mánver - Dolores Loygorri

### Elenco recorrente
- Iñaki Rikarte - Jesús Mínguez
- Lara Grumbe - Consuelo "Chelito"

### Elenco Secundário
- Marta Torné - Victoria Villacielos
- Ana del Arco - Lucía

#### Antigos

##### Falecidos
| Nome do ator          | Personagem         | Causa da morte | Responsável da morte      | Capítulos |
| --------------------- | ------------------ | -------------- | ------------------------- | --------- |
| Emilio Gutiérrez Caba | Dom Fernando Silva | Enfarte        |                           | 1         |
| Iñaki Rikarte         | Jesús Mínguez      | Espancado      | Capangas de Ricardo Silva | 1-12      |

##### Outras saídas
| Nome do ator            | Personagem           | Breve nota | Capítulos |
| ----------------------- | -------------------- | --- | --------- |
| Fernando Guillén Cuervo | Aurelio Buendía      | Vai-se embora fazer negócios com Tecidos Silva                                                                         | 1-2       |
| Laura Gumbre            | Consuelo "Chelito"   | Vai-se embora após saber que Antonia e Enrique já não contam com ela para os espectáculos, agora têm a Francisca Silva | 1-3       |
| Isabelle Stoffel        | Condesa de Reventlow | Volta para a Dinamarca após melhorar o vestido das Silva                                                               | 13-16     |

## Referencias
1. ↑  'Seis hermanas' se estrena en prime time el miércoles 22 de abril
2. ↑  'Seis hermanas' se estrenará en el prime time de La 1 con un capítulo especial